# Shanphusa
Shanphusa is een geslacht van kreeftachtigen uit de klasse van de Malacostraca (hogere kreeftachtigen).

## Soorten
- Shanphusa browneana (Kemp, 1918)
- Shanphusa curtobates (Kemp, 1918)